# Yvonne Hubert
 (mars 2018).
Pour les articles homonymes, voir Hubert.
Yvonne Hubert, née à Mouscron (Belgique) le 28 mai 1895, et décédée à Montréal (Canada), le 8 juin 1988, est une pianiste et pédagogue québécoise d'origine française (son père est né à Dunkerque et sa mère à Lille).

## Carrière

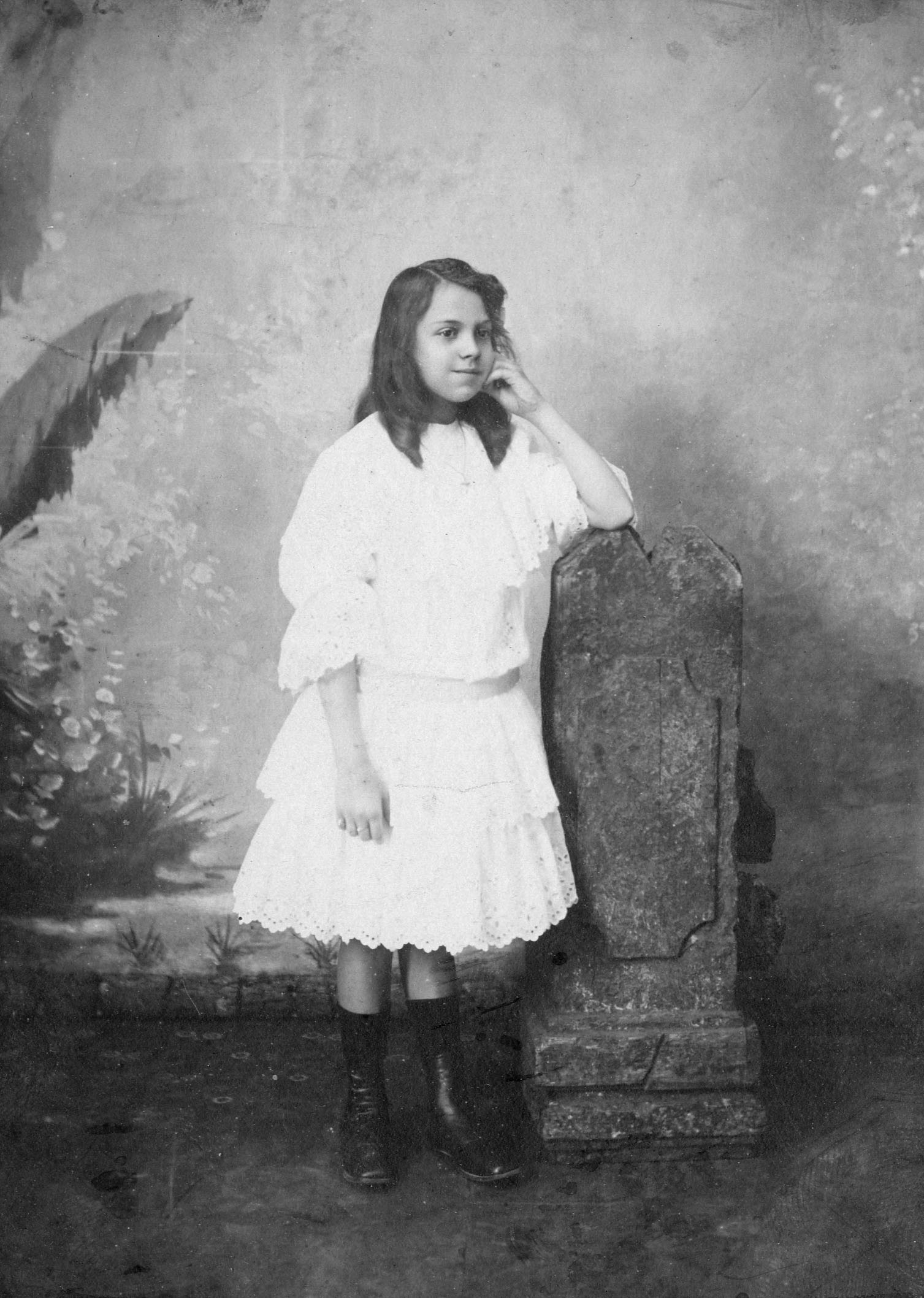
Yvonne Hubert enfant

Yvonne Hubert commence ses études musicales au conservatoire de Lille où elle obtient son premier prix de piano en 1906. Son talent remarquable retient l’attention d’Alfred Cortot, André Gédalge et Gabriel Fauré. Elle s’inscrit au Conservatoire de Paris en 1906, étudiant d’abord le piano avec Marguerite Long puis, en 1908, avec Alfred Cortot. Elle étudie également la musique de chambre avec Camille Chevillard et la théorie avec Maurice Emmanuel. Elle obtiendra son premier prix de piano du Conservatoire de Paris en 1911.
Sous la tutelle de Fauré, qui lui confia la création de plusieurs de ses œuvres, elle entreprend une carrière de soliste et chambriste en France, en Belgique, au Canada et aux États-Unis, et elle accompagne aussi son frère, le violoncelliste Marcel Hubert (1906-1993). 
En 1926, elle s’installe, au Québec, à Montréal et fonde en 1929 l’École de piano Alfred-Cortot afin de promouvoir la tradition française, et en particulier l'approche de Cortot, dans son petit studio au 5159 de la rue Hutchison à Montréal.
De 1945 à 1970, elle enseigne au Conservatoire de musique de Montréal où Kenneth Gilbert, Suzanne Blondin, Serge Garant, Gilles Manny, William Stevens et Ronald Turini comptent parmi ses élèves. 
Elle a aussi enseigné à l’École de musique Vincent-d'Indy de 1952 à 1979. 
Plusieurs des pianistes qu’elle a formés ont remporté des concours nationaux et internationaux : Henri Brassard, André Laplante, Michel Dussault, Marc Durand, Janina Fialkowska, Lorraine Prieur, William Tritt, Louis Lortie, Marc-André Hamelin, Claude Labelle, Gérald Lévesque et beaucoup d’autres. Considérée comme l’un des professeurs les plus éminents du Canada, par sa personnalité forte, son énergie inépuisable et l’exceptionnelle qualité de son enseignement, Yvonne Hubert a profondément influencé ses élèves en leur donnant une formation technique solide, et ainsi enrichi la vie musicale à Montréal et au Canada. 
La Place des Arts lui a rendu hommage en 1989 en donnant son nom à sa plus grande salle de répétition.

## Distinctions
- 1979 - Médaille du Conseil canadien de la musique.
- 1979 - Diplôme d’honneur de la Conférence canadienne des arts.
- 1981 - LLD honorifique de l'Université Concordia, Montréal.
- 1987 - Prix Calixa-Lavallée.